# Biskupský dvůr (Praha)
Biskupský dvůr, později arcibiskupský dvůr, byl opevněný románský hrádek, který ležel na území dnešní Malé Strany v Praze v místech mezi dnešními ulicemi Mostecká, U lužického semináře, Letenská a Josefská, včetně oblasti dnešního Dražického náměstí. Pražský biskup Jindřich Břetislav ve 12. století opustil dosavadní biskupské sídlo na Pražském hradě a založil si vlastní dvorec, aby byl méně závislý na panovníkovi, ve 13. století byla dřevěná stavba nahrazena kamennou. V roce 1410 zde byly páleny knihy Johna Wycliffa, v roce 1414 sem Jan Hus přibil na vrata své prohlášení o víře a o své ochotě hájit svoje stanovisko u koncilu v Kostnici. Roku 1420 dvůr srovnali se zemí husité a už nikdy nebyl obnoven; arcibiskupský stolec v Praze zůstal neobsazen až do roku 1561. Ze dvora se dodnes zachovala v zadní části parcely domu Mostecká 47/16 hranolová věž, která sloužila jako průchod mezi reprezentační a hospodářskou částí dvora.

## Historie
Výstavba pravděpodobně navazovala na stavbu Juditina mostu (1158–1172), ve stejném období (1165–1182) vznikla naproti johanitská komenda (u kostela Panny Marie pod řetězem); funkce obou opevněných areálů je vztahována též k Juditině mostu, který měly strážit. Iniciativa k výstavbě mostu je připisována biskupu Danielovi. Dle Hradů.cz by i biskupský dvorec měl být založen roku 1158, kdy byl biskupem Daniel.
Některé zdroje však dávají vznik biskupského dvora do souvislosti až s působením Jindřicha Břetislava, který na biskupský stolec nastoupil až roku 1182. V souvislosti s budováním biskupské nezávislosti údajně Jindřich Břetislav opustil biskupské sídlo na Pražském hradě (pozdější Staré proboštství) a vybudoval si někdy ve druhé polovině 12. století dvorec na pozemcích u řeky na dnešní Malé Straně (město zde založil až Přemysl Otakar II. roku 1257). Pražský biskup Jindřich Břetislav se v biskupském úřadu snažil církev vymanit z podřízenosti světské moci. Snažil se omezit výběr daní od duchovních, kolem roku 1186 uvalil interdikt na území ovládané jeho bratrem Děpoltem II., který nechal své úředníky libovolně zasahovat do správy biskupských statků, a v letech 1186–1187 si v Hasslochu stěžoval u císaře Fridricha Barbarossy na obdobné jednání ze strany knížete Bedřicha. Kníže Bedřich si císaře a německé duchovenstvo popudil tím, že se k projednávání stížnosti nedostavil, a císař 5. března 1187 biskupu Jindřichovi předal zlatou bulu, v níž byl jmenován říšským knížetem podřízeným přímo císaři, nezávislým na českém panovníkovi, čímž byly biskupské statky až do Jindřichovy smrti vyňaty z působnosti panovníka.
První biskupský dvůr byl postavený ze dřeva a poměrně skromný. Po požáru v roce 1248 byl za biskupa Mikuláše postaven znovu a z kamene. Písemně je dvůr poprvé zmiňován kolem roku 1249,  kdy byl zničen za bojů mezi kralevicem Přemyslem a jeho otcem králem Václavem I. Mocná tvrz zde byla rychle znovu postavena; její hradby jsou zmíněny při popisech opevňování předmostí v roce 1253. Z roku 1279 je zmínka, že Braniboři tento palác obsadili a velmi dobře se zde zaopatřili potravinami.
Palác byl vyzdoben nástěnnými malbami a přepychově vybaven. Jeho součástí byla kaple, knihovna a velké sklady potravin.
Přestavěn a rozšířen byl dvůr především za biskupa Jana IV. z Dražic (1301–1343), další stavební úpravy pokračovaly za Arnošta z Pardubic a Jana z Jenštejna.
V roce 1410 zde byly páleny knihy Johna Wycliffa, v roce 1414 sem Jan Hus přibil na vrata své prohlášení o víře a o své ochotě hájit svoje stanovisko u koncilu v Kostnici.
Na začátku roku 1419 a následně v květnu téhož roku byl dvůr silně poničen davem, během husitského útoku pod vedením Mikuláše z Husi v listopadu 1419 bylo zničení dokončeno. Během bitvy o Malou Stranu v roce 1420 byl biskupský dvůr vypálen a z velké části pobořen a již nikdy nebyl obnoven. Arcibiskupský stolec v Praze zůstal neobsazen až do roku 1561, kdy se novým biskupským dvorem stal až do roku 1694 křižovnický dvůr u kostela svatého Petra na Poříčí, jehož velmistři v té době zastávali úřad pražských arcibiskupů. Později Habsburkové nechali postavit nový Arcibiskupský palác u Pražského hradu.

## Věž

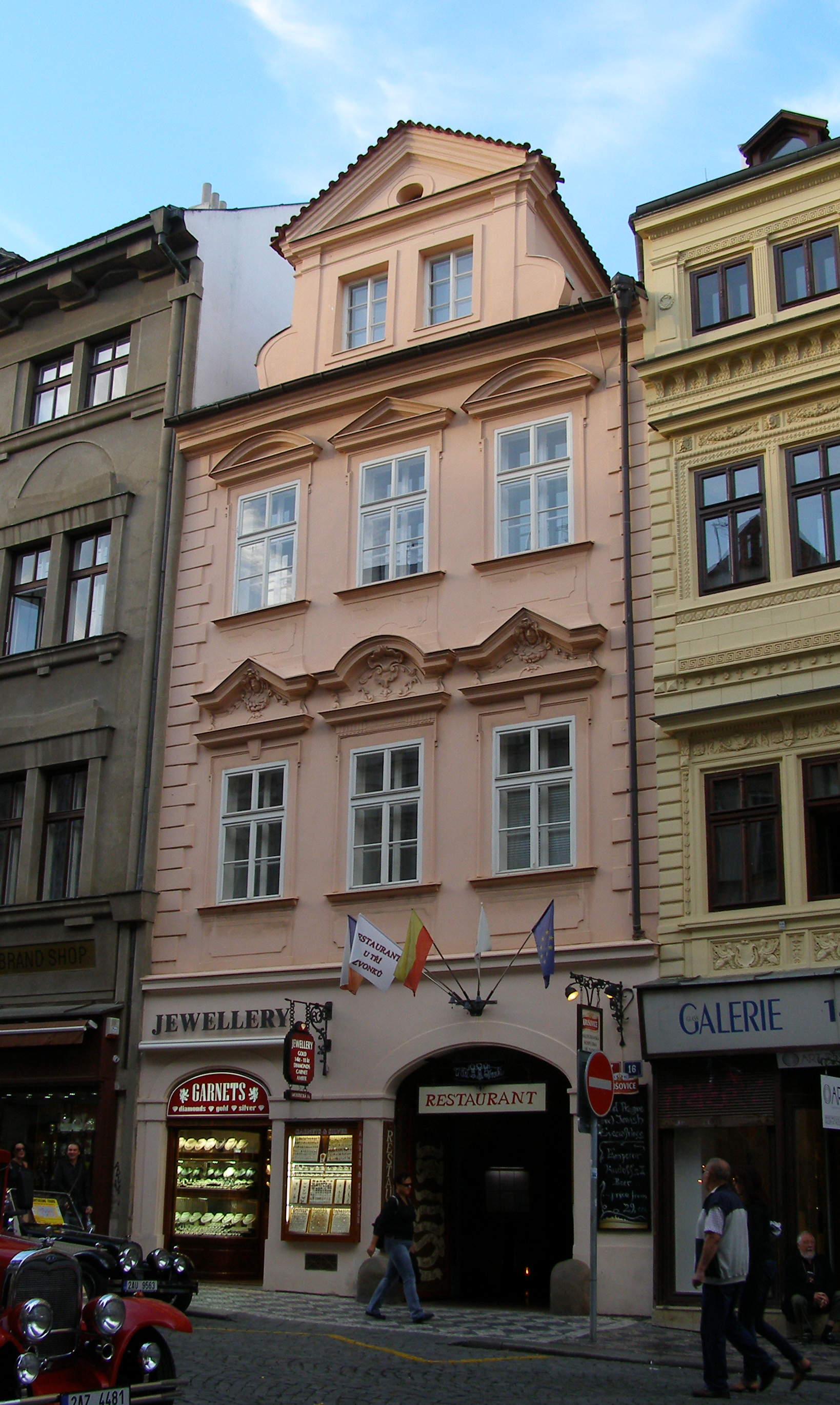
Dům U Tří zlatých zvonků

Dochovala se pouze jedna z gotických věží, 20 metrů vysoká hranolová věž, která sloužila jako průchod mezi reprezentační a hospodářskou částí dvora. Přistavět ji nechal Jan IV. z Dražic ve 14. století.
Nachází se v zadní části parcely domu U Tří zlatých zvonků (Mostecká 47/16), uvnitř bloku, skryta pohledům z okolních ulic. Věž je nově opravena a dno věže sníženo téměř až k historické středověké úrovni. Vzácností ve věži jsou zachovalé erby, zdobené portály průjezdu i fragmenty středověkých kreseb.